# Gerard Numan
Gerard Numan (voor 1459 - 1505) was een edelman uit het graafschap Holland.
Hij was tot begin van het jaar 1477 secretaris van Karel de Stoute en later van diens schoonzoon Maximiliaan van Oostenrijk. (Maximiliaan trouwde in 1477 met Maria van Bourgondië, de dochter van Karel).
Gerard Numan had drie kinderen: Jan, Pieter en Gerardina.
Gerard verkocht een kwart van zijn bezit aan een rentmeester. Deze rentmeester verkocht het later door aan de secretaris-ordinaris van keizer Maximiliaan, Jacob van Barry.
In 1520 verkocht Jan Numan een deel van zijn erfenis aan Jan, de zoon van Jacob van Barry.

## Ambachtsheerlijkheid Cromstrijen
Maximiliaan gaf op 16 juli 1492 als dank de heerlijkheid Cromstrijen aan Gerard Numan. De bijzondere gunst was vanwege trouwe dienst. Hij kreeg de erfpacht van de uiterwaarden, aanwassen en rietvelden ten zuiden van Westmaas tot aan het Hollandsch Diep. In december 1492 verkocht Numan een kwart van zijn erfpachtrecht c.a. aan Thomas Beuckelaar. Daarna werden de rechten door verkoop en vererving verder verdeeld.
De bedijking van dit gebied is uitgevoerd via de volgende inpolderingen:
- 1539 - polder Het Westmaas Nieuwland
- 1602 - polder Nieuw Cromstrijen
- 1615 - polder Klein Cromstrijen
- 1625 - polder Groot Cromstrijen
- 1642 - Numanspolder
- 1663 - Molenpolder
- 1687 - Torensteepolder
- 1696 - Nieuwe Westerschepolder
- 1751 - Hoge Westerschepolder
- 1739 - Hoogezandschepolder

Het dorp Numansdorp is naar Numan vernoemd.